# Tyrannochthoniella zealandica
Tyrannochthoniella zealandica är en spindeldjursart som beskrevs av Beier 1966. Tyrannochthoniella zealandica ingår i släktet Tyrannochthoniella och familjen käkklokrypare.

## Underarter
Arten delas in i följande underarter:
- T. z. foveauxana
- T. z. zealandica